# قائمة مناسبات الأمم المتحدة

علم الأمم المتحدة

تضم هذه القائمة الأيام والأسابيع والسنوات والعقود الدولية التي تحتفل بها الأمم المتحدة. الهدف من هذه المناسبات هو تعزيز الوعي وتحفيز العمل العالمي المرتبط بهذه المناسبات إضافةً إلى إلقاء الضوء على دور الأمم المتحدة في هذه المجالات. يجري تحديد هذه المناسبات إما من خلال قرارات الجمعية العامة للأمم المتحدة أو من خلال الوكالات الأممية المتخصصة.

## الأيام الدولية
يخصص موقع الأمم المتحدة صفحة لكل يوم دولي متوفرة باللغات الرسمية الست للأمم المتحدة. أكبر يوم يتم فيه الاحتفال بالأيام الدولية هو 21 آذار / مارس حيث يتم الاحتفال فيه بخمسة أيام، في حين أن شهر حزيران / يونيو يضم أكبر عدد من الأيام الدولية.
| التاريخ                                           | المناسبة                                                                                                | الجهة المصدرة                                      | رابط الوثيقة                                  |
| ------------------------------------------------- | --- | -------------------------------------------------- | --------------------------------------------- |
| 4 كانون الثاني / يناير                            | اليوم العالمي للغة بريل                                                                                 | الجمعية العامة للأمم المتحدة                       | A/RES/73/161                                  |
| 24 كانون الثاني / يناير                           | اليوم الدولي للتعليم                                                                                    | الجمعية العامة للأمم المتحدة                       | A/RES/73/25                                   |
| 27 كانون الثاني / يناير                           | اليوم الدولي لإحياء ذكرى ضحايا محرقة اليهود                                                             | الجمعية العامة للأمم المتحدة                       | A/RES/60/7                                    |
| 6 شباط / فبراير                                   | اليوم الدولي لعدم التسامح مطلقا إزاء تشويه الأعضاء التناسلية الأنثوية                                   | الجمعية العامة للأمم المتحدة                       | A/RES/67/146                                  |
| 10 شباط / فبراير                                  | اليوم العالمي للبقول                                                                                    | الجمعية العامة للأمم المتحدة                       | A/RES/73/251                                  |
| 11 شباط / فبراير                                  | اليوم الدولي للمرأة والفتاة في ميدان العلوم                                                             | الجمعية العامة للأمم المتحدة                       | A/RES/70/212                                  |
| 13 شباط / فبراير                                  | اليوم العالمي للإذاعة                                                                                   | الجمعية العامة للأمم المتحدة                       | A/RES/67/124                                  |
| 20 شباط / فبراير                                  | اليوم العالمي للعدالة الاجتماعية                                                                        | الجمعية العامة للأمم المتحدة                       | A/RES/62/10                                   |
| 21 شباط / فبراير                                  | اليوم العالمي للغة الأم                                                                                 | الجمعية العامة للأمم المتحدة                       | A/RES/56/262                                  |
| 1 آذار / مارس                                     | يوم الانعدام التام للتمييز                                                                              | البرنامج المشترك لفيروس نقص المناعة البشرية/الإيدز | -                                             |
| 3 آذار / مارس                                     | اليوم العالمي للأحياء البرية                                                                            | الجمعية العامة للأمم المتحدة                       | A/RES/68/205                                  |
| 8 آذار / مارس                                     | اليوم الدولي للمرأة                                                                                     | -                                                  | -                                             |
| 20 آذار / مارس                                    | اليوم الدولي للسعادة                                                                                    | الجمعية العامة للأمم المتحدة                       | A/RES/66/281                                  |
| 20 آذار / مارس                                    | يوم اللغة الفرنسية                                                                                      | -                                                  | -                                             |
| 21 آذار /مارس                                     | اليوم الدولي للقضاء على التمييز العنصري                                                                 | الجمعية العامة للأمم المتحدة                       | A/RES/2142 (XXI)                              |
| 21 آذار / مارس                                    | اليوم العالمي للشعر                                                                                     | منظمة الأمم المتحدة للتربية والعلم والثقافة        | القرار 29 للدورة 30                           |
| 21 آذار / مارس                                    | يوم نوروز الدولي                                                                                        | الجمعية العامة للأمم المتحدة                       | A/RES/64/253                                  |
| 21 آذار / مارس                                    | اليوم العالمي لمتلازمة داون                                                                             | الجمعية العامة للأمم المتحدة                       | A/RES/66/149                                  |
| 21 آذار / مارس                                    | اليوم العالمي للغابات                                                                                   | الجمعية العامة للأمم المتحدة                       | A/RES/67/200                                  |
| 22 آذار / مارس                                    | اليوم العالمي للمياه                                                                                    | الجمعية العامة للأمم المتحدة                       | A/RES/47/193                                  |
| 23 آذار / مارس                                    | اليوم العالمي للأرصاد الجوية                                                                            | المنظمة العالمية للأرصاد الجوية                    | -                                             |
| 24 آذار / مارس                                    | اليوم العالمي للسل                                                                                      | منظمة الصحة العالمية                               | -                                             |
| 24 آذار / مارس                                    | اليوم العالمي للحق في معرفة الحقيقة فيما يتعلق بالانتهاكات الجسيمة لحقوق الإنسان ولاحترام كرامة الضحايا | الجمعية العامة للأمم المتحدة                       | A/RES/65/196                                  |
| 25 آذار / مارس                                    | اليوم الدولي لإحياء ذكرى ضحايا الرق وتجارة الرقيق عبر المحيط الأطلسي                                    | الجمعية العامة للأمم المتحدة                       | A/RES/62/122                                  |
| 25 آذار / مارس                                    | اليوم الدولي للتضامن مع الموظفين المحتجزين والمفقودين                                                   | -                                                  | -                                             |
| 2 نيسان / أبريل                                   | اليوم العالمي للتوعية بمرض التوحد                                                                       | الجمعية العامة للأمم المتحدة                       | A/RES/62/139                                  |
| 4 نيسان / أبريل                                   | اليوم الدولي للتوعية بخطر الألغام                                                                       | الجمعية العامة للأمم المتحدة                       | A/RES/60/97                                   |
| 5 نيسان / أبريل                                   | اليوم العالمي للضمير                                                                                    | الجمعية العامة للأمم المتحدة                       | A/RES/73/329                                  |
| 6 نيسان / أبريل                                   | اليوم الدولي للرياضة من أجل التنمية والسلام                                                             | الجمعية العامة للأمم المتحدة                       | A/RES/67/296                                  |
| 7 نيسان / أبريل                                   | اليوم الدولي للتفكر في الإبادة الجماعية التي وقعت في عام 1994 ضد التوتسي في رواندا                      | الجمعية العامة للأمم المتحدة                       | A/RES/58/234 A/RES/72/550 A/RES/74/273        |
| 7 نيسان / أبريل                                   | يوم الصحة العالمي                                                                                       | منظمة الصحة العالمية                               | -                                             |
| 14 نيسان / أبريل                                  | اليوم العالمي لمرض شاغاس                                                                                | منظمة الصحة العالمية                               | -                                             |
| 20 نيسان / أبريل                                  | يوم اللغة الصينية                                                                                       | -                                                  | -                                             |
| 21 نيسان / أبريل                                  | اليوم العالمي للإبداع والابتكار                                                                         | الجمعية العامة للأمم المتحدة                       | A/RES/71/284                                  |
| 22 نيسان / أبريل                                  | اليوم الدولي لأمنا الأرض                                                                                | الجمعية العامة للأمم المتحدة                       | A/RES/63/278                                  |
| 23 نيسان / أبريل                                  | اليوم العالمي للكتاب وحقوق المؤلف                                                                       | منظمة الأمم المتحدة للتربية والعلم والثقافة        | القرار 3.18 للدورة 28                         |
| 23 نيسان / أبريل                                  | يوم اللغة الإسبانية                                                                                     | -                                                  | -                                             |
| 23 نيسان / أبريل                                  | يوم اللغة الانكليزية                                                                                    | -                                                  | -                                             |
| 23 نيسان / أبريل                                  | اليوم الدولي للفتيات في مجال تكنولوجيا المعلومات والاتصالات                                             | الاتحاد الدولي للاتصالات                           | -                                             |
| 24 نيسان / أبريل                                  | اليوم الدولي لتعددية الأطراف والدبلوماسية من أجل السلام                                                 | الجمعية العامة للأمم المتحدة                       | A/RES/73/127                                  |
| 25 نيسان / أبريل                                  | اليوم الدولي للمندوبين                                                                                  | الجمعية العامة للأمم المتحدة                       | A/RES/73/286                                  |
| 25 نيسان / أبريل                                  | اليوم العالمي للملاريا                                                                                  | منظمة الصحة العالمية                               | -                                             |
| 26 نيسان / أبريل                                  | اليوم الدولي لإحياء ذكرى كارثة تشيرنوبل                                                                 | الجمعية العامة للأمم المتحدة                       | A/RES/71/125                                  |
| 26 نيسان / أبريل                                  | اليوم العالمي للملكية الفكرية                                                                           | المنظمة العالمية للملكية الفكرية                   | -                                             |
| 28 نيسان / أبريل                                  | اليوم العالمي للصحة والسلامة في مكان العمل                                                              | منظمة العمل الدولية                                | -                                             |
| 30 نيسان / أبريل                                  | يوم إحياء ذكرى جميع ضحايا الحرب الكيميائية                                                              | منظمة حظر الأسلحة الكيميائية                       | -                                             |
| 30 نيسان / أبريل                                  | اليوم الدولي لموسيقى الجاز                                                                              | منظمة الأمم المتحدة للتربية والعلم والثقافة        | القرار 39 للدورة 36                           |
| 2 أيار / مايو                                     | اليوم العالمي لسمك التونة                                                                               | الجمعية العامة للأمم المتحدة                       | A/RES/71/124                                  |
| 3 أيار / مايو                                     | اليوم العالمي لحرية الصحافة                                                                             | منظمة الأمم المتحدة للتربية والعلم والثقافة        | القرار 4.3 للدورة 26                          |
| 7 أيار / مايو                                     | فيساك: يوم اكتمال القمر                                                                                 | الجمعية العامة للأمم المتحدة                       | A/RES/54/115                                  |
| 8 أيار / مايو                                     | مناسبة للتذكر والمصالحة إجلالا لذكرى جميع ضحايا الحرب العالمية الثانية                                  | الجمعية العامة للأمم المتحدة                       | A/RES/59/26                                   |
| 9 أيار / مايو                                     | مناسبة للتذكر والمصالحة إجلالا لذكرى جميع ضحايا الحرب العالمية الثانية                                  | الجمعية العامة للأمم المتحدة                       | A/RES/59/26                                   |
| 11 أيار / مايو                                    | اليوم العالمي للطيور المهاجرة                                                                           | برنامج الأمم المتحدة للبيئة                        | -                                             |
| 15 أيار / مايو                                    | اليوم الدولي للأسر                                                                                      | الجمعية العامة للأمم المتحدة                       | A/RES/47/237                                  |
| 16 أيار / مايو                                    | اليوم الدولي للعيش معا في سلام                                                                          | الجمعية العامة للأمم المتحدة                       | A/RES/47/237                                  |
| 16 أيار / مايو                                    | اليوم الدولي للضوء                                                                                      | منظمة الأمم المتحدة للتربية والعلم والثقافة        | القرار 16 للدورة 39                           |
| 17 أيار / مايو                                    | اليوم العالمي للاتصالات ومجتمع المعلومات                                                                | الجمعية العامة للأمم المتحدة                       | A/RES/60/252                                  |
| 20 أيار / مايو                                    | اليوم العالمي للنحل                                                                                     | الجمعية العامة للأمم المتحدة                       | A/RES/72/211                                  |
| 21 أيار / مايو                                    | اليوم العالمي للتنوع الثقافي من أجل الحوار والتنمية                                                     | الجمعية العامة للأمم المتحدة                       | A/RES/57/249                                  |
| 21 أيار / مايو                                    | اليوم الدولي للشاي                                                                                      | الجمعية العامة للأمم المتحدة                       | A/RES/74/241                                  |
| 22 أيار / مايو                                    | اليوم الدولي للتنوع البيولوجي                                                                           | الجمعية العامة للأمم المتحدة                       | A/RES/55/201                                  |
| 23 أيار / مايو                                    | اليوم الدولي لإنهاء ناسور الولادة                                                                       | الجمعية العامة للأمم المتحدة                       | A/RES/67/147                                  |
| 29 أيار / مايو                                    | اليوم الدولي لحفظة السلام                                                                               | الجمعية العامة للأمم المتحدة                       | A/RES/57/129                                  |
| 31 أيار / مايو                                    | اليوم العالمي للامتناع عن تعاطي التبغ                                                                   | منظمة الصحة العالمية                               | القرار 44.19 لدورة منظمة الصحة العالمية الـ42 |
| 1 حزيران / يونيو                                  | يوم الاباء                                                                                              | الجمعية العامة للأمم المتحدة                       | A/RES/66/292                                  |
| 3 حزيران / يونيو                                  | اليوم العالمي للدراجة الهوائية                                                                          | الجمعية العامة للأمم المتحدة                       | A/RES/72/272                                  |
| 4 حزيران / يونيو                                  | اليوم العالمي للأطفال الأبرياء ضحايا العدوان                                                            | الجمعية العامة للأمم المتحدة                       | A/RES/ES-7/8                                  |
| 5 حزيران / يونيو                                  | اليوم العالمي للبيئة                                                                                    | الجمعية العامة للأمم المتحدة                       | A/RES/2994 (XXVII)                            |
| 5 حزيران / يونيو                                  | اليوم العالمي لمكافحة الصيد غير القانوني دون إبلاغ ودون تنظيم                                           | الجمعية العامة للأمم المتحدة                       | A/RES/72/72                                   |
| 6 حزيران / يونيو                                  | يوم اللغة الروسية                                                                                       | -                                                  | -                                             |
| 7 حزيران / يونيو                                  | اليوم العالمي لسلامة الأغذية                                                                            | الجمعية العامة للأمم المتحدة                       | A/RES/73/250                                  |
| 8 حزيران / يونيو                                  | اليوم العالمي للمحيطات                                                                                  | الجمعية العامة للأمم المتحدة                       | A/RES/63/111                                  |
| 12 حزيران / يونيو                                 | اليوم العالمي لمكافحة عمل الأطفال                                                                       | منظمة العمل الدولية                                | -                                             |
| 13 حزيران / يونيو                                 | اليوم الدولي للتوعية بالمهق                                                                             | الجمعية العامة للأمم المتحدة                       | A/RES/69/170                                  |
| 14 حزيران / يونيو                                 | اليوم العالمي للمتبرعين بالدم                                                                           | منظمة الصحة العالمية                               | WHA58.13                                      |
| 15 حزيران / يونيو                                 | اليوم العالمي للتوعية بشأن إساءة معاملة المسنين                                                         | الجمعية العامة للأمم المتحدة                       | A/RES/66/127                                  |
| 16 حزيران / يونيو                                 | اليوم الدولي للتحويلات المالية العائلية                                                                 | الجمعية العامة للأمم المتحدة                       | A/RES/72/281                                  |
| 17 حزيران / يونيو                                 | اليوم العالمي لمكافحة التصحر والجفاف                                                                    | الجمعية العامة للأمم المتحدة                       | A/RES/49/115                                  |
| 18 حزيران / يونيو                                 | يوم فن الطبخ المستدام                                                                                   | الجمعية العامة للأمم المتحدة                       | A/RES/71/246                                  |
| 19 حزيران / يونيو                                 | اليوم الدولي للقضاء على العنف الجنسي في حالات النزاع                                                    | الجمعية العامة للأمم المتحدة                       | A/RES/69/293                                  |
| 20 حزيران / يونيو                                 | اليوم العالمي للاجئين                                                                                   | الجمعية العامة للأمم المتحدة                       | A/RES/55/76                                   |
| 21 حزيران / يونيو                                 | اليوم العالمي لليوغا                                                                                    | الجمعية العامة للأمم المتحدة                       | A/RES/69/131                                  |
| 21 حزيران / يونيو                                 | اليوم الدولي للاحتفال بالانقلاب الشمسي                                                                  | الجمعية العامة للأمم المتحدة                       | A/RES/73/300                                  |
| 23 حزيران / يونيو                                 | يوم الأمم المتحدة للخدمة العامة                                                                         | الجمعية العامة للأمم المتحدة                       | A/RES/57/277                                  |
| 23 حزيران / يونيو                                 | اليوم الدولي للأرامل                                                                                    | الجمعية العامة للأمم المتحدة                       | A/RES/65/189                                  |
| 25 حزيران / يونيو                                 | اليوم الدولي للبحارة                                                                                    | المنظمة البحرية الدولية                            | STCW/CONF.2/DC.4                              |
| 26 حزيران / يونيو                                 | اليوم العالمي لمكافحة إساءة استعمال المخدرات والإتجار غير المشروع بها                                   | الجمعية العامة للأمم المتحدة                       | A/RES/42/112                                  |
| 26 حزيران / يونيو                                 | اليوم الدولي للأمم المتحدة لمساندة ضحايا التعذيب                                                        | الجمعية العامة للأمم المتحدة                       | A/RES/52/149                                  |
| 27 حزيران / يونيو                                 | يوم المؤسسات المتناهية الصغر والصغيرة والمتوسطة                                                         | الجمعية العامة للأمم المتحدة                       | A/RES/71/279                                  |
| 29 حزيران / يونيو                                 | اليوم الدولي للمناطق المدارية                                                                           | الجمعية العامة للأمم المتحدة                       | A/RES/70/267                                  |
| 30 حزيران / يونيو                                 | اليوم الدولي للكويكبات                                                                                  | الجمعية العامة للأمم المتحدة                       | A/RES/71/90                                   |
| 30 حزيران / يونيو                                 | اليوم الدولي للعمل البرلماني                                                                            | الجمعية العامة للأمم المتحدة                       | A/RES/72/278                                  |
| 6 تموز / يوليو (أول سبت في الشهر)                 | اليوم الدولي للتعاونيات                                                                                 | الجمعية العامة للأمم المتحدة                       | A/RES/47/90                                   |
| 11 تموز / يوليو                                   | اليوم العالمي للسكان                                                                                    | برنامج الأمم المتحدة الإنمائي                      | -                                             |
| 15 تموز / يوليو                                   | اليوم العالمي لمهارات الشباب                                                                            | الجمعية العامة للأمم المتحدة                       | A/RES/69/145                                  |
| 18 تموز / يوليو                                   | اليوم الدولي لنيلسون مانديلا                                                                            | الجمعية العامة للأمم المتحدة                       | A/RES/64/13                                   |
| 20 تموز / يوليو                                   | اليوم العالمي للشطرنج                                                                                   | الجمعية العامة للأمم المتحدة                       | A/RES/74/22                                   |
| 28 تموز / يوليو                                   | اليوم العالمي لالتهاب الكبد                                                                             | منظمة الصحة العالمية                               | -                                             |
| 30 تموز / يوليو                                   | اليوم الدولي للصداقة                                                                                    | الجمعية العامة للأمم المتحدة                       | A/RES/65/275                                  |
| 30 تموز / يوليو                                   | اليوم العالمي لمكافحة الاتجار بالأشخاص                                                                  | الجمعية العامة للأمم المتحدة                       | A/RES/68/192                                  |
| 9 آب / أغسطس                                      | اليوم الدولي للشعوب الأصلية                                                                             | الجمعية العامة للأمم المتحدة                       | A/RES/49/214                                  |
| 12 آب / أغسطس                                     | اليوم الدولي للشباب                                                                                     | الجمعية العامة للأمم المتحدة                       | A/RES/54/120                                  |
| 19 آب / أغسطس                                     | اليوم العالمي للعمل الإنساني                                                                            | الجمعية العامة للأمم المتحدة                       | A/RES/63/139                                  |
| 21 آب / أغسطس                                     | اليوم الدولي لإحياء ذكرى ضحايا الإرهاب وإجلالهم                                                         | الجمعية العامة للأمم المتحدة                       | A/RES/72/165                                  |
| 22 آب / أغسطس                                     | اليوم الدولي لإحياء ذكرى ضحايا أعمال العنف القائمة على أساس الدين أو المعتقد                            | الجمعية العامة للأمم المتحدة                       | A/RES/73/296                                  |
| 23 آب / أغسطس                                     | اليوم الدولي لإحياء ذكرى تجارة الرقيق وذكرى إلغائها                                                     | منظمة الأمم المتحدة للتربية والعلم والثقافة        | القرار 40 للدورة 29                           |
| 29 آب / أغسطس                                     | اليوم العالمي لمكافحة التجارب النووية                                                                   | الجمعية العامة للأمم المتحدة                       | A/RES/64/35                                   |
| 30 آب / أغسطس                                     | اليوم الدولي لضحايا الاختفاء القسري                                                                     | الجمعية العامة للأمم المتحدة                       | A/RES/65/209                                  |
| 5 أيلول / سبتمبر                                  | اليوم الدولي للعمل الخيري                                                                               | الجمعية العامة للأمم المتحدة                       | A/RES/67/105                                  |
| 7 أيلول / سبتمبر                                  | اليوم الدولي لنقاوة الهواء من أجل سماء زرقاء                                                            | الجمعية العامة للأمم المتحدة                       | A/RES/74/212                                  |
| 8 أيلول / سبتمبر                                  | اليوم الدولي لمحو الأمية                                                                                | منظمة الأمم المتحدة للتربية والعلم والثقافة        | القرار 1.441 للدورة 14                        |
| 9 أيلول / سبتمبر                                  | اليوم الدولي لحماية التعليم من الهجمات                                                                  | الجمعية العامة للأمم المتحدة                       | A/RES/74/275                                  |
| 12 أيلول / سبتمبر                                 | يوم الأمم المتحدة للتعاون فيما بين بلدان الجنوب                                                         | الجمعية العامة للأمم المتحدة                       | A/RES/58/220                                  |
| 15 أيلول / سبتمبر                                 | اليوم العالمي للديمقراطية                                                                               | الجمعية العامة للأمم المتحدة                       | A/RES/62/7                                    |
| 16 أيلول / سبتمبر                                 | اليوم الدولي لحفظ طبقة الأوزون                                                                          | الجمعية العامة للأمم المتحدة                       | A/RES/49/114                                  |
| 17 أيلول / سبتمبر                                 | اليوم العالمي لسلامة المرضى                                                                             | منظمة الصحة العالمية                               | -                                             |
| 18 أيلول / سبتمبر                                 | اليوم الدولي للمساواة في الأجر                                                                          | الجمعية العامة للأمم المتحدة                       | A/RES/74/142                                  |
| 21 أيلول / سبتمبر                                 | اليوم الدولي للسلام                                                                                     | الجمعية العامة للأمم المتحدة                       | A/RES/36/67 A/RES/55/282                      |
| 23 أيلول / سبتمبر                                 | اليوم العالمي للغات الإشارة                                                                             | الجمعية العامة للأمم المتحدة                       | A/RES/72/161                                  |
| 26 أيلول / سبتمبر                                 | اليوم الدولي للإزالة الكاملة للأسلحة النووية                                                            | الجمعية العامة للأمم المتحدة                       | A/RES/68/32                                   |
| 27 أيلول / سبتمبر                                 | يوم السياحة العالمي                                                                                     | منظمة السياحة العالمية                             | -                                             |
| 28 أيلول / سبتمبر                                 | اليوم الدولي لتعميم الانتفاع بالمعلومات                                                                 | الجمعية العامة للأمم المتحدة                       | A/RES/74/5                                    |
| 29 أيلول / سبتمبر                                 | اليوم الدولي للتوعية بالفاقد والمهدر من الأغذية                                                         | الجمعية العامة للأمم المتحدة                       | A/RES/74/209                                  |
| 30 أيلول / سبتمبر                                 | اليوم الدولي للترجمة                                                                                    | الجمعية العامة للأمم المتحدة                       | A/RES/71/288                                  |
| 1 تشرين الأول / أكتوبر                            | اليوم العالمي للمسنين                                                                                   | الجمعية العامة للأمم المتحدة                       | A/RES/45/106                                  |
| 2 تشرين الأول / أكتوبر                            | اليوم الدولي للاعنف                                                                                     | الجمعية العامة للأمم المتحدة                       | A/RES/45/106                                  |
| 5 تشرين الأول / أكتوبر                            | اليوم العالمي للمعلمين                                                                                  | منظمة الأمم المتحدة للتربية والعلم والثقافة        | الفقرة 01234 من خلاصة المؤتمر 27              |
| 7 تشرين الأول / أكتوبر (الإثنين الأول من الشهر)   | اليوم العالمي للموئل                                                                                    | الجمعية العامة للأمم المتحدة                       | A/RES/40/202 A                                |
| 9 تشرين الأول / أكتوبر                            | اليوم العالمي للبريد                                                                                    | الاتحاد البريدي العالمي                            | -                                             |
| 10 تشرين الأول / أكتوبر                           | اليوم العالمي للصحة النفسية                                                                             | منظمة الصحة العالمية                               | -                                             |
| 11 تشرين الأول / أكتوبر                           | اليوم الدولي للطفلة                                                                                     | الجمعية العامة للأمم المتحدة                       | A/RES/66/170                                  |
| 12 تشرين الأول / أكتوبر                           | اليوم العالمي للطيور المهاجرة                                                                           | برنامج الأمم المتحدة للبيئة                        | -                                             |
| 13 تشرين الأول / أكتوبر                           | اليوم الدولي للحد من الكوارث                                                                            | الجمعية العامة للأمم المتحدة                       | A/RES/64/200                                  |
| 15 تشرين الأول / أكتوبر                           | اليوم الدولي للمرأة الريفية                                                                             | الجمعية العامة للأمم المتحدة                       | A/RES/62/136                                  |
| 16 تشرين الأول / أكتوبر                           | يوم الأغذية العالمي                                                                                     | منظمة الأغذية والزراعة                             | A/RES/35/70                                   |
| 17 تشرين الأول / أكتوبر                           | اليوم الدولي للقضاء على الفقر                                                                           | الجمعية العامة للأمم المتحدة                       | A/RES/47/196                                  |
| 20 تشرين الأول / أكتوبر (كل خمس سنوات)            | اليوم العالمي للإحصاء                                                                                   | الجمعية العامة للأمم المتحدة                       | A/RES/69/282                                  |
| 24 تشرين الأول / أكتوبر                           | يوم الأمم المتحدة                                                                                       | الجمعية العامة للأمم المتحدة                       | A/RES/168 (II) A/RES/2782 (XXVI)              |
| 24 تشرين الأول / أكتوبر                           | اليوم العالمي للإعلام الإنمائي                                                                          | الجمعية العامة للأمم المتحدة                       | A/RES/3038 (XXVII)                            |
| 27 تشرين الأول / أكتوبر                           | اليوم العالمي للتراث السمعي والبصري                                                                     | منظمة الأمم المتحدة للتربية والعلم والثقافة        | القرار 53 للدورة 33                           |
| 31 تشرين الأول / أكتوبر                           | اليوم العالمي للمدن                                                                                     | الجمعية العامة للأمم المتحدة                       | A/RES/68/239                                  |
| 2 تشرين الثاني/ نوفمبر                            | اليوم الدولي لإنهاء الإفلات من العقاب على الجرائم المرتكبة ضد الصحافيين ‏                                | الجمعية العامة للأمم المتحدة                       | A/RES/68/163                                  |
| 5 تشرين الثاني / نوفمبر                           | اليوم العالمي للتوعية بأمواج تسونامي                                                                    | الجمعية العامة للأمم المتحدة                       | A/RES/70/203                                  |
| 6 تشرين الثاني / نوفمبر                           | اليوم الدولي لمنع استخدام البيئة في الحروب والصراعات العسكرية                                           | الجمعية العامة للأمم المتحدة                       | A/RES/56/4                                    |
| 10 تشرين الثاني / نوفمبر                          | اليوم العالمي للعلم لصالح السلام والتنمية                                                               | منظمة الأمم المتحدة للتربية والعلم والثقافة        | القرار 20 للدورة 31                           |
| 14 تشرين الثاني / نوفمبر                          | اليوم العالمي لمرضى السكري                                                                              | الجمعية العامة للأمم المتحدة                       | A/RES/61/225                                  |
| 16 تشرين الثاني / نوفمبر                          | اليوم الدولي للتسامح                                                                                    | الجمعية العامة للأمم المتحدة                       | A/RES/51/95                                   |
| 17 تشرين الثاني / نوفمبر (الأحد الثالث في الشهر)  | اليوم العالمي لإحياء ذكرى ضحايا حوادث الطرق                                                             | الجمعية العامة للأمم المتحدة                       | A/RES/60/5                                    |
| 19 تشرين الثاني / نوفمبر                          | اليوم العالمي لدورات المياه                                                                             | الجمعية العامة للأمم المتحدة                       | A/RES/67/291                                  |
| 20 تشرين الثاني / نوفمبر                          | يوم التصنيع في إفريقيا                                                                                  | الجمعية العامة للأمم المتحدة                       | A/RES/44/237                                  |
| 20 تشرين الثاني / نوفمبر                          | اليوم العالمي للطفل                                                                                     | الجمعية العامة للأمم المتحدة                       | A/RES/836(IX)                                 |
| 21 تشرين الثاني / نوفمبر                          | اليوم العالمي للتلفاز                                                                                   | الجمعية العامة للأمم المتحدة                       | A/RES/51/205                                  |
| 21 تشرين الثاني / نوفمبر (الخميس الثالث في الشهر) | اليوم العالمي للفلسفة                                                                                   | منظمة الأمم المتحدة للتربية والعلم والثقافة        | القرار 37 للدورة 33                           |
| 25 تشرين الثاني / نوفمبر                          | اليوم الدولي للقضاء على العنف ضد المرأة                                                                 | الجمعية العامة للأمم المتحدة                       | A/RES/54/134                                  |
| 29 تشرين الثاني / نوفمبر                          | اليوم الدولي للتضامن مع الشعب الفلسطيني                                                                 | الجمعية العامة للأمم المتحدة                       | A/RES/32/40                                   |
| 30 تشرين الثاني / نوفمبر                          | يوم إحياء ذكرى جميع ضحايا الحرب الكيميائية                                                              | منظمة حظر الأسلحة الكيميائية                       | -                                             |
| 1 كانون الأول / ديسمبر                            | اليوم العالمي للإيدز                                                                                    | البرنامج المشترك لفيروس نقص المناعة البشرية/الإيدز | -                                             |
| 2 كانون الأول / ديسمبر                            | اليوم الدولي لإلغاء الرق                                                                                | الجمعية العامة للأمم المتحدة                       | A/RES/317(IV)                                 |
| 3 كانون الأول / ديسمبر                            | اليوم الدولي للأشخاص ذوي الإعاقة                                                                        | الجمعية العامة للأمم المتحدة                       | A/RES/47/3                                    |
| 4 كانون الأول / ديسمبر                            | اليوم الدولي للمصارف ‏                                                                                   | الجمعية العامة للأمم المتحدة                       | A/RES/74/245                                  |
| 5 كانون الأول / ديسمبر                            | اليوم الدولي للمتطوعين من أجل التنمية الاقتصادية والاجتماعية                                            | الجمعية العامة للأمم المتحدة                       | A/RES/40/212                                  |
| 5 كانون الأول / ديسمبر                            | اليوم العالمي للتربة                                                                                    | الجمعية العامة للأمم المتحدة                       | A/RES/68/232                                  |
| 7 كانون الأول / ديسمبر                            | يوم الطيران المدني الدولي                                                                               | الجمعية العامة للأمم المتحدة                       | A/RES/51/33                                   |
| 9 كانون الأول / ديسمبر                            | اليوم الدولي لإحياء ذكرى ضحايا جريمة الإبادة الجماعية وتكريمهم ومنع هذه الجريمة                         | الجمعية العامة للأمم المتحدة                       | A/RES/69/323                                  |
| 9 كانون الأول / ديسمبر                            | اليوم الدولي لمكافحة الفساد                                                                             | الجمعية العامة للأمم المتحدة                       | A/RES/58/4                                    |
| 10 كانون الأول / ديسمبر                           | يوم حقوق الإنسان                                                                                        | الجمعية العامة للأمم المتحدة                       | A/RES/423 (V)                                 |
| 11 كانون الأول / ديسمبر                           | يوم الجبل                                                                                               | الجمعية العامة للأمم المتحدة                       | A/RES/57/245                                  |
| 12 كانون الأول / ديسمبر                           | اليوم الدولي للحياد                                                                                     | الجمعية العامة للأمم المتحدة                       | A/RES/71/275                                  |
| 12 كانون الأول / ديسمبر                           | اليوم الدولي للتغطية الصحية الشاملة                                                                     | الجمعية العامة للأمم المتحدة                       | A/RES/72/138                                  |
| 18 كانون الأول / ديسمبر                           | يوم اللغة العربية                                                                                       | -                                                  | -                                             |
| 18 كانون الأول / ديسمبر                           | اليوم الدولي للمهاجرين                                                                                  | الجمعية العامة للأمم المتحدة                       | A/RES/55/93                                   |
| 20 كانون الأول / ديسمبر                           | اليوم الدولي للتضامن الإنساني                                                                           | الجمعية العامة للأمم المتحدة                       | A/RES/60/209                                  |

## الأسابيع الدولية
يخصص موقع الأمم المتحدة صفحة لكل أسبوع دولي متوفرة باللغات الرسمية الست للأمم المتحدة.
| التاريخ                                                                    | المناسبة                                                            | الجهة المصدرة                | رابط الوثيقة          |
| -------------------------------------------------------------------------- | ------------------------------------------------------------------- | ---------------------------- | --------------------- |
| 1-7 شباط / فبراير (الأسبوع الأول من الشهر)                                 | أسبوع الوئام العالمي بين الأديان ‏                                   | الجمعية العامة للأمم المتحدة | A/RES/65/5            |
| 21-27 آذار / مارس                                                          | أسبوع التضامن مع الشعوب المكافحة لمناهضة العنصرية والتمييز العنصري ‏ | الجمعية العامة للأمم المتحدة | A/RES/34/24           |
| 24-30 نيسان / أبريل                                                        | أسبوع التحصين العالمي                                               | منظمة الصحة العالمية         | -                     |
| 8-14 أيار / مايو                                                           | أسبوع الأمم المتحدة العالمي للسلامة على الطرق ‏                      | منظمة الصحة العالمية         | -                     |
| 25-31 أيار / مايو                                                          | أسبوع التضامن مع شعوب الأقاليم غير المتمتعة بالحكم الذاتي ‏          | الجمعية العامة للأمم المتحدة | A/RES/54/91           |
| 1-7 آب / أغسطس                                                             | الأسبوع العالمي للرضاعة الطبيعية                                    | منظمة الصحة العالمية         | -                     |
| 4-10 تشرين الأول / أكتوبر                                                  | أسبوع الفضاء العالمي                                                | الجمعية العامة للأمم المتحدة | A/RES/54/68           |
| 24-30 تشرين الأول / أكتوبر                                                 | أسبوع نزع السلاح ‏                                                   | الجمعية العامة للأمم المتحدة | A/RES/S-10/2 (p. 102) |
| 9-15 تشرين الثاني / نوفمبر (الأسبوع الذي يقع فيه 11 تشرين الثاني / نوفمبر) | الأسبوع الدولي للعلم والسلام ‏                                       | الجمعية العامة للأمم المتحدة | A/RES/43/61           |
| 13-19 تشرين الثاني / نوفمبر                                                | الأسبوع العالمي للتوعية بالمضادات الحيوية ‏                          | منظمة الصحة العالمية         | -                     |

## السنوات الدولية
| السنة                              | المناسبة                                                                                            | الجهة المصدرة                                                           | رابط الوثيقة             |
| ---------------------------------- | --------------------------------------------------------------------------------------------------- | ----------------------------------------------------------------------- | ------------------------ |
| 1959/1960                          | السنة العالمية للاجئين ‏                                                                             | الجمعية العامة للأمم المتحدة                                            | A/RES/1285 (XIII)        |
| 1961                               | السنة الدولية للصحة والبحوث الطبية ‏                                                                 | الجمعية العامة للأمم المتحدة                                            | A/RES/1283 (XIII)        |
| 1965                               | سنة التعاون الدولي ‏                                                                                 | الجمعية العامة للأمم المتحدة                                            | A/RES/1907 (XVIII)       |
| 1967                               | السنة الدولية للسياحة ‏                                                                              | الجمعية العامة للأمم المتحدة                                            | A/RES/2148 (XXI)         |
| 1968                               | السنة الدولية لحقوق الإنسان                                                                         | الجمعية العامة للأمم المتحدة                                            | A/RES/2081 (XX)          |
| 1970                               | السنة الدولية للتعليم ‏                                                                              | الجمعية العامة للأمم المتحدة                                            | A/RES/2412 (XXIII)       |
| 1971                               | السنة الدولية لمكافحة العنصرية والتمييز العنصري ‏                                                    | الجمعية العامة للأمم المتحدة                                            | A/RES/2544 (XXIV)        |
| 1974                               | السنة العالمية للسكان ‏                                                                              | الجمعية العامة للأمم المتحدة                                            | A/RES/2683 (XXV)         |
| 1975                               | السنة الدولية للمرأة                                                                                | الجمعية العامة للأمم المتحدة                                            | A/RES/3010 (XXVII)       |
| 1978/1979                          | السنة الدولية لمناهضة الفصل العنصري ‏                                                                | الجمعية العامة للأمم المتحدة                                            | A/RES/32/105 B           |
| 1979                               | السنة الدولية للطفل                                                                                 | الجمعية العامة للأمم المتحدة                                            | A/RES/31/169             |
| 1981                               | السنة الدولية لذوي الاحتياجات الخاصة                                                                | الجمعية العامة للأمم المتحدة                                            | A/RES/31/123             |
| 1982                               | السنة الدولية للتعبئة من أجل فرض جزاءات على جنوب إفريقيا ‏                                           | الجمعية العامة للأمم المتحدة                                            | A/RES/36/172 B           |
| 1983                               | السنة العالمية للاتصالات؛ تنمية الهياكل الأساسية للاتصالات ‏                                         | الجمعية العامة للأمم المتحدة                                            | A/RES/36/40              |
| 1985                               | السنة الدولية للشباب                                                                                | الجمعية العامة للأمم المتحدة                                            | A/RES/34/151             |
| 1985                               | سنة الأمم المتحدة ‏                                                                                  | الجمعية العامة للأمم المتحدة                                            | A/RES/39/161 A           |
| 1986                               | السنة الدولية للسلام                                                                                | الجمعية العامة للأمم المتحدة                                            | A/RES/37/16 A/RES/40/3   |
| 1987                               | السنة الدولية لإيواء المشردين                                                                       | الجمعية العامة للأمم المتحدة                                            | A/RES/36/71 A/RES/37/221 |
| 1990                               | السنة الدولية لمحو الأمية ‏                                                                          | الجمعية العامة للأمم المتحدة                                            | A/RES/42/104             |
| 1992                               | السنة الدولية للفضاء ‏                                                                               | الجمعية العامة للأمم المتحدة                                            | A/RES/44/46              |
| 1993                               | السنة الدولية للسكان الأصليين في العالم ‏                                                            | الجمعية العامة للأمم المتحدة                                            | A/RES/45/164             |
| 1994                               | السنة الدولية للأسرة                                                                                | الجمعية العامة للأمم المتحدة                                            | A/RES/44/82              |
| 1994                               | السنة الدولية للرياضة والمثل الأوليمبي الأعلى ‏                                                      | الجمعية العامة للأمم المتحدة                                            | A/RES/48/10              |
| 1995                               | عام الأمم المتحدة للتسامح                                                                           | الجمعية العامة للأمم المتحدة                                            | A/RES/48/126             |
| 1995                               | السنة العالمية لتذكر الشعوب ضحايا الحرب العالمية الثانية ‏                                           | الجمعية العامة للأمم المتحدة                                            | A/RES/49/25              |
| 1996                               | السنة الدولية للقضاء على الفقر ‏                                                                     | الجمعية العامة للأمم المتحدة                                            | A/RES/48/183             |
| 1998                               | السنة الدولية للمحيطات ‏                                                                             | الجمعية العامة للأمم المتحدة                                            | A/RES/49/131             |
| 1999                               | السنة الدولية للمسنين ‏                                                                              | الجمعية العامة للأمم المتحدة                                            | A/RES/47/5               |
| 2000                               | السنة الدولية لتقديم الشكر ‏                                                                         | الجمعية العامة للأمم المتحدة                                            | A/RES/52/16              |
| 2000                               | السنة الدولية لثقافة السلام                                                                         | الجمعية العامة للأمم المتحدة                                            | A/RES/52/15              |
| 2001                               | السنة الدولية للتعبئة من أجل مكافحة العنصرية والتمييز العنصري وكراهية الأجانب وما يتصل بذلك من تعصب | الجمعية العامة للأمم المتحدة                                            | A/RES/53/132             |
| 2001                               | السنة الدولية للمتطوعين                                                                             | الجمعية العامة للأمم المتحدة                                            | A/RES/52/17              |
| 2001                               | سنة الأمم المتحدة للحوار بين الحضارات ‏                                                              | الجمعية العامة للأمم المتحدة                                            | A/RES/53/22              |
| 2002                               | السنة الدولية للسياحة الإيكولوجية ‏                                                                  | الجمعية العامة للأمم المتحدة                                            | A/RES/53/200             |
| 2002                               | السنة الدولية للجبال ‏                                                                               | الجمعية العامة للأمم المتحدة                                            | A/RES/53/24              |
| 2002                               | سنة الأمم المتحدة للتراث الثقافي ‏                                                                   | الجمعية العامة للأمم المتحدة                                            | A/RES/56/8               |
| 2003                               | السنة الدولية للمياه العذبة ‏                                                                        | الجمعية العامة للأمم المتحدة                                            | A/RES/55/196             |
| 2003                               | سنة قيام الدولة القيرغيزية ‏                                                                         | الجمعية العامة للأمم المتحدة                                            | A/RES/57/248             |
| 2004                               | السنة الدولية للأرز                                                                                 | الجمعية العامة للأمم المتحدة                                            | A/RES/57/162             |
| 2004                               | السنة الدولية لإحياء ذكرى مكافحة الرق وإلغائه                                                       | الجمعية العامة للأمم المتحدة                                            | A/RES/57/195             |
| 2005                               | السنة الدولية للفيزياء                                                                              | الجمعية العامة للأمم المتحدة                                            | A/RES/58/293             |
| 2005                               | السنة الدولية للرياضة والتربية البدنية ‏                                                             | الجمعية العامة للأمم المتحدة                                            | A/RES/58/5               |
| 2005                               | السنة الدولية للائتمانات الصغيرة                                                                    | الجمعية العامة للأمم المتحدة                                            | A/RES/53/197             |
| 2006                               | عام الصحاري والتصحر العالمي                                                                         | الجمعية العامة للأمم المتحدة                                            | A/RES/58/211             |
| 2007-2008                          | السنة القطبية الدولية                                                                               | المنظمة العالمية للأرصاد الجوية                                         | -                        |
| 2008                               | السنة الدولية للبطاطا                                                                               | الجمعية العامة للأمم المتحدة                                            | A/RES/60/191             |
| 2008                               | السنة الدولية للصرف الصحي                                                                           | الجمعية العامة للأمم المتحدة                                            | A/RES/61/192             |
| 2008                               | السنة الدولية للغات                                                                                 | الجمعية العامة للأمم المتحدة                                            | A/RES/61/266             |
| 2008                               | السنة الدولية لكوكب الأرض ‏                                                                          | الجمعية العامة للأمم المتحدة                                            | A/RES/60/192             |
| 2009                               | سنة الغوريلا ‏                                                                                       | برنامج الأمم المتحدة للبيئة منظمة الأمم المتحدة للتربية والعلم والثقافة | -                        |
| 2009                               | السنة الدولية لعلم الفلك                                                                            | الجمعية العامة للأمم المتحدة                                            | A/RES/62/200             |
| 2009                               | السنة الدولية للتعلم في مجال حقوق الإنسان ‏                                                          | الجمعية العامة للأمم المتحدة                                            | A/RES/62/171             |
| 2009                               | السنة الدولية للألياف الطبيعية ‏                                                                     | الجمعية العامة للأمم المتحدة                                            | A/RES/61/189             |
| 2009                               | السنة الدولية للمصالحة ‏                                                                             | الجمعية العامة للأمم المتحدة                                            | A/RES/61/17              |
| 2010                               | سنة البحّارة ‏                                                                                        | المنظمة البحرية الدولية                                                 | -                        |
| 2010                               | السنة الدولية للتنوع البيولوجي                                                                      | الجمعية العامة للأمم المتحدة                                            | A/RES/61/203             |
| 2010                               | السنة الدولية للتقارب بين الثقافات ‏                                                                 | الجمعية العامة للأمم المتحدة                                            | A/RES/62/90              |
| 2010-2011 (من12 إلى 11 آب / أغسطس) | السنة الدولية للشباب: الحوار والتفاهم ‏                                                              | الجمعية العامة للأمم المتحدة                                            | A/RES/64/134             |
| 2011                               | السنة الدولية للغابات ‏                                                                              | الجمعية العامة للأمم المتحدة                                            | A/RES/61/193             |
| 2011                               | السنة الدولية للكيمياء                                                                              | الجمعية العامة للأمم المتحدة                                            | A/RES/63/209             |
| 2011                               | السنة الدولية للمنحدرين من أصل أفريقي ‏                                                              | الجمعية العامة للأمم المتحدة                                            | A/RES/64/169             |
| 2012                               | السنة الدولية للطاقة المستدامة للجميع ‏                                                              | الجمعية العامة للأمم المتحدة                                            | A/RES/65/151             |
| 2012                               | السنة الدولية للتعاونيات                                                                            | الجمعية العامة للأمم المتحدة                                            | A/RES/64/136             |
| 2013                               | السنة الدولية للكينوا ‏                                                                              | الجمعية العامة للأمم المتحدة                                            | A/RES/66/221             |
| 2013                               | السنة الدولية للتعاون في مجال المياه ‏                                                               | الجمعية العامة للأمم المتحدة                                            | A/RES/65/154             |
| 2014                               | السنة الدولية للزراعة الأسرية ‏                                                                      | الجمعية العامة للأمم المتحدة                                            | A/RES/66/222             |
| 2014                               | السنة الدولية لعلم البلورات ‏                                                                        | الجمعية العامة للأمم المتحدة                                            | A/RES/66/284             |
| 2014                               | السنة الدولية للدول الجزرية الصغيرة النامية ‏                                                        | الجمعية العامة للأمم المتحدة                                            | A/RES/67/206             |
| 2014                               | السنة الدولية للتضامن مع الشعب الفلسطيني ‏                                                           | الجمعية العامة للأمم المتحدة                                            | A/RES/68/12              |
| 2015                               | السنة الدولية للتربة                                                                                | الجمعية العامة للأمم المتحدة                                            | A/RES/68/232             |
| 2015                               | السنة الدولية للضوء وتكنولوجيات الضوء                                                               | الجمعية العامة للأمم المتحدة                                            | A/RES/68/221             |
| 2016                               | السنة الدولية للبقول                                                                                | الجمعية العامة للأمم المتحدة                                            | A/RES/68/231             |
| 2017                               | السنة الدولية للسياحة المستدامة من أجل التنمية ‏                                                     | الجمعية العامة للأمم المتحدة                                            | A/RES/70/193             |
| 2019                               | السنة الدولية للغات الشعوب الأصلية                                                                  | الجمعية العامة للأمم المتحدة                                            | A/RES/71/178             |
| 2019                               | السنة الدولية للجدول الدوري للعناصر الكيميائية ‏                                                     | الجمعية العامة للأمم المتحدة                                            | A/RES/72/228             |
| 2019                               | السنة الدولية للاعتدال ‏                                                                             | الجمعية العامة للأمم المتحدة                                            | A/RES/72/129             |
| 2020                               | السنة الدولية للصحة النباتية                                                                        | الجمعية العامة للأمم المتحدة                                            | A/RES/73/252             |
| 2021                               | السنة الدولية للقضاء على عمل الأطفال ‏                                                               | الجمعية العامة للأمم المتحدة                                            | A/RES/73/327             |
| 2021                               | السنة الدولية للسلام والثقة ‏                                                                        | الجمعية العامة للأمم المتحدة                                            | A/RES/73/338             |
| 2021                               | السنة الدولية للفواكة والخضروات ‏                                                                    | الجمعية العامة للأمم المتحدة                                            | A/RES/74/244             |
| 2021                               | السنة الدولية للاقتصاد الإبداعي من أجل التنمية المستدامة ‏                                           | الجمعية العامة للأمم المتحدة                                            | A/RES/74/198             |
| 2022                               | السنة الدولية لمصائد الأسماك وتربية الأحياء المائية الحرفية ‏                                        | الجمعية العامة للأمم المتحدة                                            | A/RES/72/72              |
| 2024                               | السنة الدولية للإبليات ‏                                                                             | الجمعية العامة للأمم المتحدة                                            | A/RES/72/210             |

## العقود الدولية
| العقد       | المناسبة                                                              | الجهة المصدرة                | رابط الوثيقة        |
| ----------- | --------------------------------------------------------------------- | ---------------------------- | ------------------- |
| 1960-1970   | عقد الأمم المتحدة الإنمائي ‏                                           | الجمعية العامة للأمم المتحدة | A/RES/1710 (XVI)    |
| السبعينيات  | عقد نزع السلاح ‏                                                       | الجمعية العامة للأمم المتحدة | A/RES/2602 E (XXIV) |
| 1971-1980   | عقد الأمم المتحدة الإنمائي الثاني ‏                                    | الجمعية العامة للأمم المتحدة | A/RES/2626 (XXV)    |
| 1973-1983   | عقد مكافحة العنصرية والتمييز العنصري ‏                                 | الجمعية العامة للأمم المتحدة | A/RES/2919 (XXVII)  |
| 1976-1985   | عقد الأمم المتحدة للمرأة؛ المساواة والتنمية والسلم ‏                   | الجمعية العامة للأمم المتحدة | A/RES/3520 (XXX)    |
| 1978-1988   | عقد النقل والاتصالات في إفريقيا ‏                                      | الجمعية العامة للأمم المتحدة | A/RES/32/160        |
| الثمانينيات | عقد التنمية الصناعية لإفريقيا ‏                                        | الجمعية العامة للأمم المتحدة | A/RES/35/66 B       |
| 1980-1990   | العقد الثاني لنزع السلاح ‏                                             | الجمعية العامة للأمم المتحدة | A/RES/35/46         |
| 1981-1990   | عقد الأمم المتحدة الإنمائي الثالث ‏                                    | الجمعية العامة للأمم المتحدة | A/RES/35/56         |
| 1981-1990   | العقد الدولي لتوفير مياه الشرب والمرافق الصحية ‏                       | الجمعية العامة للأمم المتحدة | A/RES/35/18         |
| 1983-1992   | عقد الأمم المتحدة للمعوقين ‏                                           | الجمعية العامة للأمم المتحدة | A/RES/37/53         |
| 1983-1993   | عقد الأمم المتحدة الثاني لمكافحة العنصرية والتمييز العنصري ‏           | الجمعية العامة للأمم المتحدة | A/RES/38/14         |
| 1988-1997   | العقد العالمي للتنمية الثقافية ‏                                       | الجمعية العامة للأمم المتحدة | A/RES/41/187        |
| التسعينيات  | العقد الثالث لنزع السلاح ‏                                             | الجمعية العامة للأمم المتحدة | A/RES/45/62         |
| 1990-1999   | العقد الدولي للحد من الكوارث الطبيعية                                 | الجمعية العامة للأمم المتحدة | A/RES/44/236        |
| 1990-1999   | عقد الأمم المتحدة للقانون الدولي ‏                                     | الجمعية العامة للأمم المتحدة | A/RES/44/23         |
| 1990-2000   | العقد الدولي للقضاء على الاستعمار ‏                                    | الجمعية العامة للأمم المتحدة | A/RES/43/47         |
| 1991-2000   | عقد الأمم المتحدة الإنمائي الرابع ‏                                    | الجمعية العامة للأمم المتحدة | A/RES/45/199        |
| 1991-2000   | عقد الأمم المتحدة لمكافحة إساءة استعمال المخدرات ‏                     | الجمعية العامة للأمم المتحدة | A/RES/S-17/2        |
| 1991-2000   | العقد الثاني للنقل والاتصالات في إفريقيا ‏                             | الجمعية العامة للأمم المتحدة | A/RES/43/179        |
| 1991-2000   | العقد الثاني للتنمية الصناعية لإفريقيا ‏                               | الجمعية العامة للأمم المتحدة | A/RES/44/237        |
| 1993-2003   | العقد الثالث لمكافحة العنصرية والتمييز العنصري ‏                       | الجمعية العامة للأمم المتحدة | A/RES/48/91         |
| 1994-2004   | عقد الشعوب الأصلية في العالم ‏                                         | الجمعية العامة للأمم المتحدة | A/RES/48/163        |
| 1995-2004   | عقد الأمم المتحدة للتثقيف في مجال حقوق الإنسان ‏                       | الجمعية العامة للأمم المتحدة | A/RES/49/184        |
| 1997-2006   | عقد الأمم المتحدة للقضاء على الفقر ‏                                   | الجمعية العامة للأمم المتحدة | A/RES/50/107        |
| 2001-2010   | العقد الدولي لثقافة السلام واللاعنف من أجل أطفال العالم               | الجمعية العامة للأمم المتحدة | A/RES/53/25         |
| 2001-2010   | العقد الدولي الثاني للقضاء على الاستعمار ‏                             | الجمعية العامة للأمم المتحدة | A/RES/55/146        |
| 2001-2010   | عقد دحر الملاريا في البلدان النامية، ولا سيما في إفريقيا ‏             | الجمعية العامة للأمم المتحدة | A/RES/60/221        |
| 2003-2012   | عقد الأمم المتحدة لمحو الأمية ‏                                        | الجمعية العامة للأمم المتحدة | A/RES/56/116        |
| 2005-2014   | العقد الدولي الثاني للشعوب الأصلية في العالم ‏                         | الجمعية العامة للأمم المتحدة | A/RES/59/174        |
| 2005-2014   | عقد الأمم المتحدة للتعليم من أجل التنمية المستدامة ‏                   | الجمعية العامة للأمم المتحدة | A/RES/57/254        |
| 2005-2015   | العقد الدولي للعمل، الماء من أجل الحياة ‏                              | الجمعية العامة للأمم المتحدة | A/RES/58/217        |
| 2006-2016   | عقد الإنعاش والتنمية المستدامة للمناطق المتضررة جراء كارثة تشيرنوبيل ‏ | الجمعية العامة للأمم المتحدة | A/RES/62/9          |
| 2008-2017   | عقد الأمم المتحدة الثاني للقضاء على الفقر ‏                            | الجمعية العامة للأمم المتحدة | A/RES/62/205        |
| 2010-2020   | عقد الأمم المتحدة للصحارى ومكافحة التصحر ‏                             | الجمعية العامة للأمم المتحدة | A/RES/62/195        |
| 2011-2020   | عقد من العمل لتحقيق السلامة على الطرق ‏                                | الجمعية العامة للأمم المتحدة | A/RES/64/255        |
| 2011-2020   | عقد الأمم المتحدة للتنوع البيولوجي ‏                                   | الجمعية العامة للأمم المتحدة | A/RES/65/161        |
| 2011-2020   | العقد الدولي الثالث للقضاء على الاستعمار ‏                             | الجمعية العامة للأمم المتحدة | A/RES/65/119        |
| 2014-2024   | عقد الأمم المتحدة لتوفير الطاقة المستدامة للجميع ‏                     | الجمعية العامة للأمم المتحدة | A/RES/67/215        |
| 2015-2024   | العقد الدولي للمنحدرين من أصل أفريقي ‏                                 | الجمعية العامة للأمم المتحدة | A/RES/68/237        |
| 2016-2025   | العقد الثالث للتنمية الصناعية لإفريقيا ‏                               | الجمعية العامة للأمم المتحدة | A/RES/70/293        |
| 2016-2025   | عقد الأمم المتحدة للعمل من أجل التغذية ‏                               | الجمعية العامة للأمم المتحدة | A/RES/70/259        |
| 2018-2027   | عقد الأمم المتحدة الثالث للقضاء على الفقر ‏                            | الجمعية العامة للأمم المتحدة | A/RES/72/233        |
| 2018-2028   | العقد الدولي للعمل، "الماء من أجل التنمية المستدامة" ‏                 | الجمعية العامة للأمم المتحدة | A/RES/71/222        |
| 2019-2028   | عقد الأمم المتحدة للزراعة الأسرية                                     | الجمعية العامة للأمم المتحدة | A/RES/72/239        |
| 2019-2028   | عقد نيلسون مانديلا للسلام ‏                                            | الجمعية العامة للأمم المتحدة | A/RES/73/1          |
| 2021-2030   | العقد الدولي لعلوم المحيطات في خدمة التنمية المستدامة ‏                | الجمعية العامة للأمم المتحدة | A/RES/72/73         |
| 2021-2030   | عقد الأمم المتحدة لإصلاح النُظم الإيكولوجية ‏                           | الجمعية العامة للأمم المتحدة | A/RES/73/284        |
| 2022-2032   | العقد الدولي للغات الشعوب الأصلية ‏                                    | الجمعية العامة للأمم المتحدة | A/RES/74/396        |